# Amarenakirsche
Als Amarenakirschen bezeichnet man in Deutschland die italienische Spezialität Amarenakirschen in Sirup. Amarena ist in Italien eine der drei Hauptsorten der Sauerkirschen.
Die Amarenakirschen werden hauptsächlich als Beilage zu Desserts und Eis gereicht. Eine bekannte italienische Eisspezialität ist der Amarenabecher. Darüber hinaus werden Amarenakirschen mit und ohne Sirup in der Herstellung von Kuchen, Torten, Pralinen, Joghurt und anderen Süßspeisen verwendet.
Die dunklen Kirschen werden in einem stark gesüßten Sirup eingelegt, der hauptsächlich aus eigenem Saft, Zucker und etwas Zitronensäure besteht. Die weiteren Zutaten, insbesondere die Aromen, sind je nach Hersteller Betriebsgeheimnis. Stellt man selbst Amarenakirschen her, verwendet man in der Regel Mandel- und Vanillearomen, unter anderem durch die Zugabe von Amaretto.

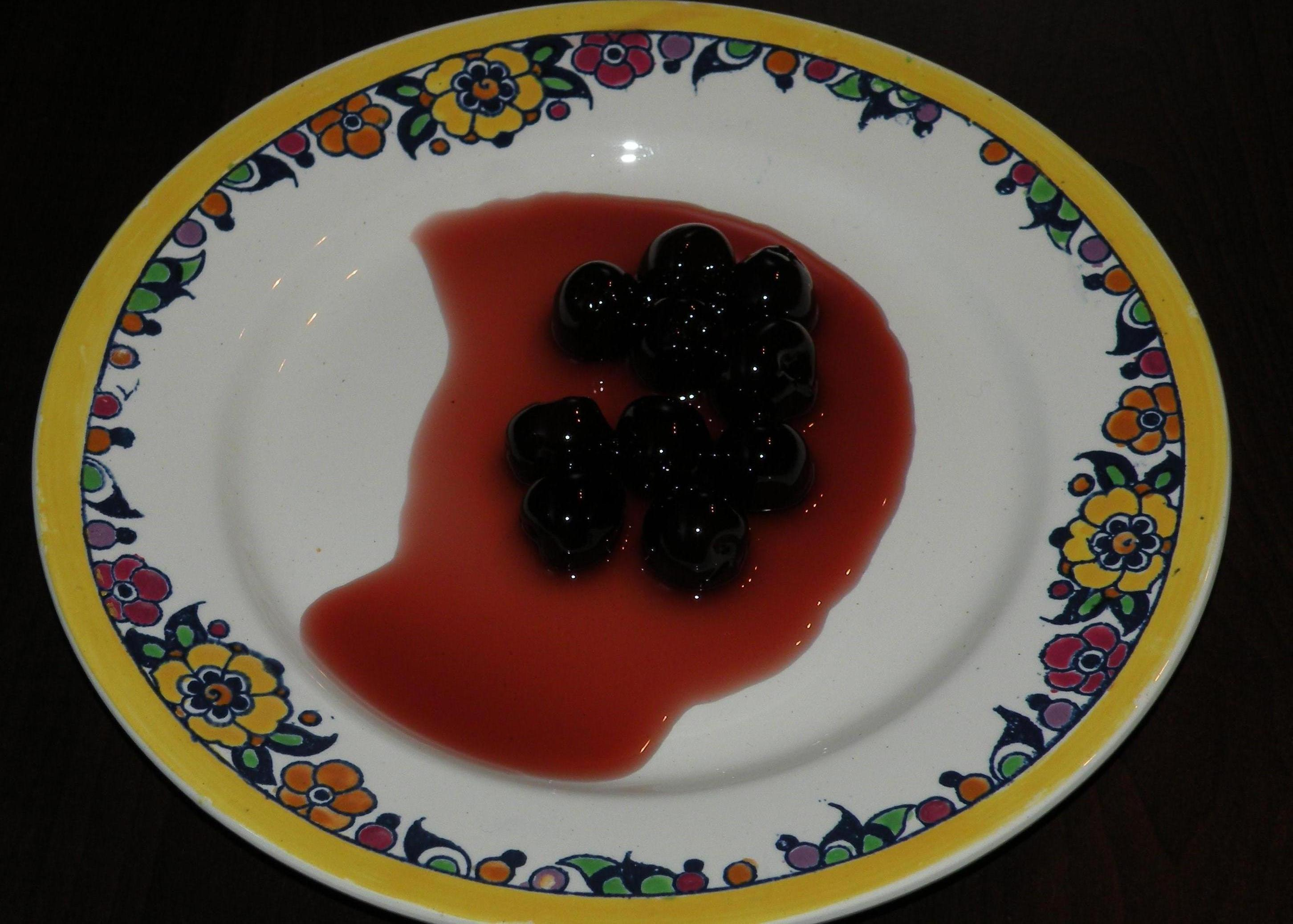
Amarenakirschen mit Sirup
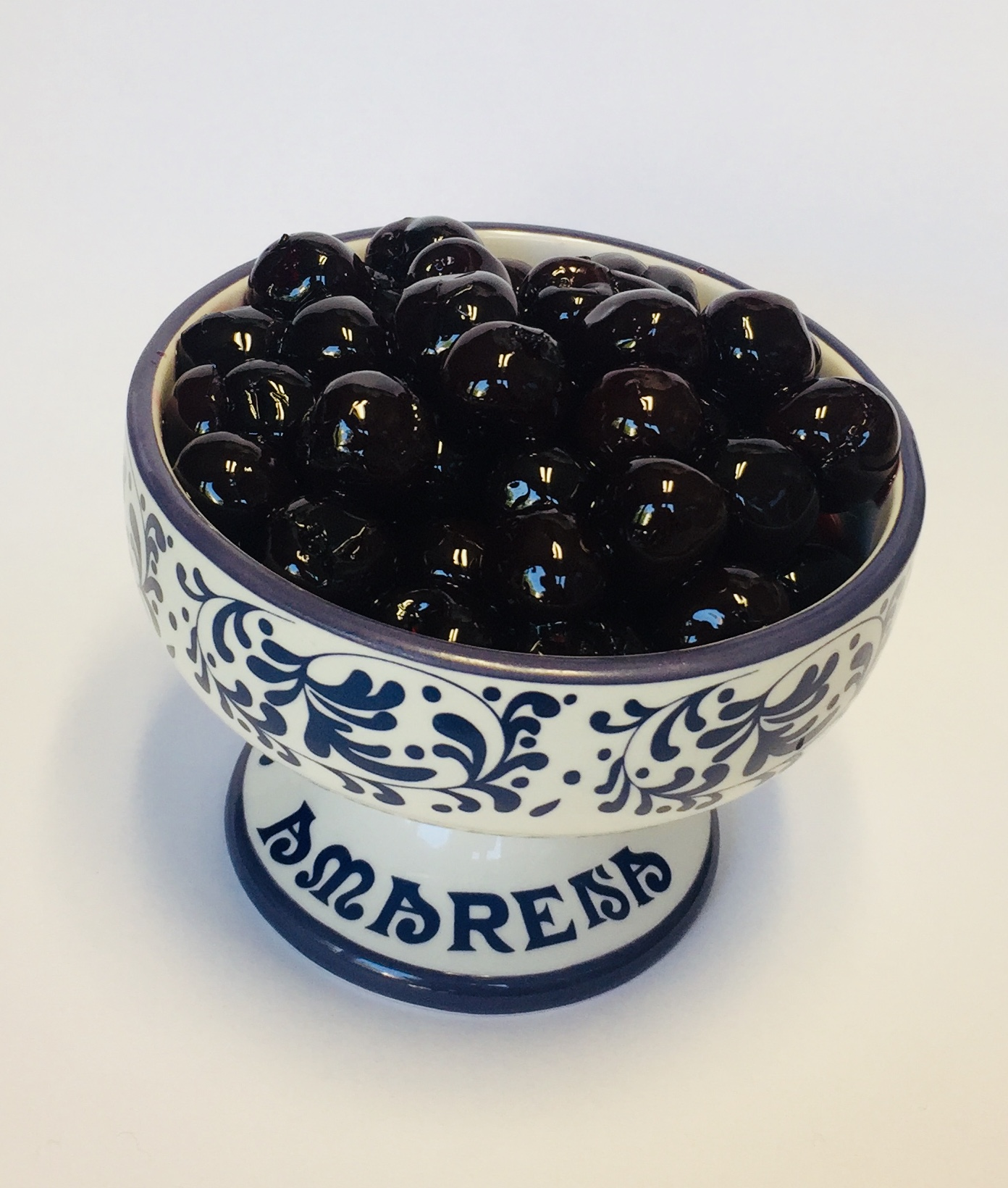
Amarenakirschen in einem Becher von Fabbri
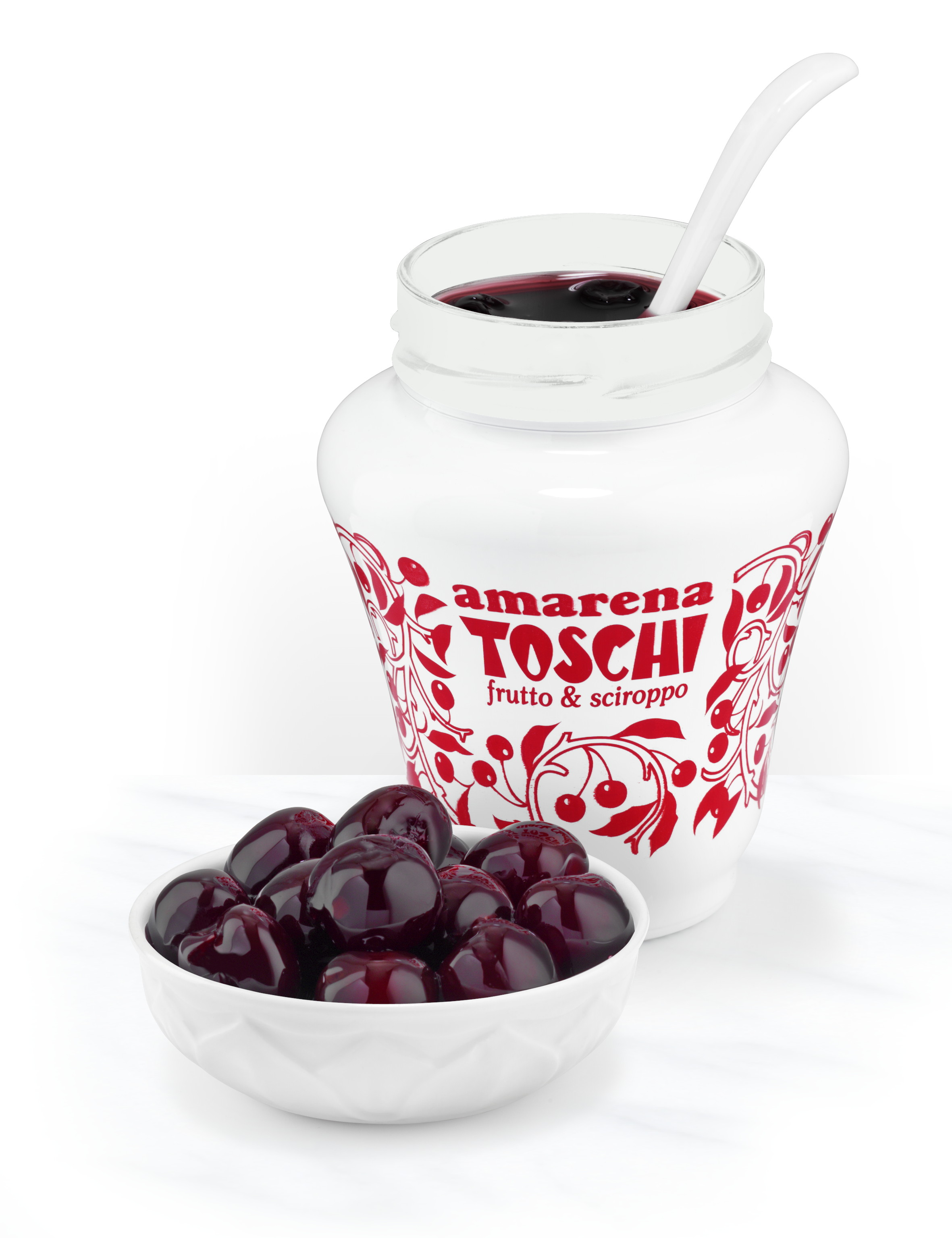
Amarenakirschen des Herstellers Toschi